# Villa Costanza (Neapel)
Die Villa Costanza  ist ein Landhaus aus dem 18. Jahrhundert im Viertel Vomero der Stadt Neapel in der italienischen Region Kampanien. Es liegt im Vico Acitillo, 12.

## Geschichte
Das Gebäude entstand bereits im 18. Jahrhundert als Bauernhaus. Filippo Angelillo ließ es 1830 in ein Landhaus umbauen. Angelillo, der die Villa nach seiner Tochter benannte, war Generalprokurator des Königreichs Neapel zu Zeiten der Regentschaft von Ferdinand II.

## Beschreibung
Durch ein schmuckloses Portal im Vico Acitillo gelangt man in einen klassizistischen Innenhof mit Garten, Marmortabernakel und Weihwasserbecken.
In der Villa ist das Studienzentrum für die Geschichte der Keramik untergebracht und es gibt dort neapolitanische Majoliken und seltene Kunstobjekte, die alle von der Soprintendeza gelistet sind und ein privates Museum bilden.

## Bemerkungen
1. ↑  Das Bauernhaus ist bereits auf der Karte des Duca di Noja von 1775 verzeichnet.